# 루카스 베라우두
루카스 로페스 베라우두(브라질 포르투갈어: Lucas Lopes Beraldo, 브라질 포르투갈어 발음: [ˈlukas be'ʁawdu], 2003년 11월 24일~)는 브라질의 축구 선수로 포지션은 중앙 수비수이다. 현재 리그 1의 파리 생제르맹에서 활동하고 있으며 대한민국에서는 성 'Beraldo'를 유럽 포르투갈어로 읽은 루카스 베랄두로도 알려져 있다.

## 구단 경력

### 파리 생제르맹
2024년 1월 1일, 베라우두는 상파울루 FC에서 파리 생제르맹 FC로 이적했고 등번호로 35번을 받았다. 파리 생제르맹은 베라우두의 이적료로 상파울루에 2,000만 유로(약 287억 원)을 지불했고 베라우두와 2028년까지 유효한 5년 계약을 체결했다.
2024년 1월 3일, 베라우두는 트로페 데 샹피옹 2023에서 71분 밀란 슈크리니아르와 교체되면서 파리 생제르맹 데뷔전을 가졌고 파리 생제르맹이 툴루즈 FC에 2대 0으로 승리하면서 트로페 데 샹피옹 우승을 달성했다.

## 개인사
루카스는 현역 시절 구아라니 FC와 XV 지 피라시카바에서 중앙 수비수로 활동했던 전직 축구 선수 안드레 베라우두(브라질 포르투갈어: André Beraldo)와 레이아 로페스(브라질 포르투갈어: Léia Lopes) 사이에서 태어났다. 안드레는 축구 선수에서 은퇴한 후 레이아와 함께 아이스크림 가게를 운영하고 있다.

## 수상 내역
상파울루 FC
- 코파 두 브라지우: 2023[6]

 파리 생제르맹 FC
- 트로페 데 샹피옹: 2023[7]

 브라질 U-20 축구 국가대표팀
- 이스피리투 산투 국제 U-20 토너먼트(브라질 포르투갈어: Torneio Internacional Sub-20 do Espírito Santo): 2022[8]